# Gonzalo Zambrano
Pour les articles homonymes, voir Zambrano.
Zambrano  Calderón est un nom espagnol. Le premier nom de famille, en général paternel, est Zambrano ; le second, en général maternel, souvent omis, est Calderón.
Gonzalo Zambrano Calderón, né le 4 août 1983,, est un coureur cycliste espagnol.

## Biographie
Gonzalo Zambrano devient professionnel en 2008 au sein de l'équipe continentale Extremadura-Spiuk. Durant cette saison, il termine septième d'une étape du Tour de la communauté de Madrid et quatorzième du Tour du Mexique.
En 2009, sa formation redescend au niveau amateur. Il se classe troisième du Grand Prix Macario et septième de la Cursa Ciclista del Llobregat, deux manches de la Coupe d'Espagne.

## Palmarès
- 2004
  - 1rea étape du Tour de León (contre-la-montre par équipes)
- 2007
  - 2e de l'Aiztondo Klasica
  - 2e du Trophée Iberdrola
- 2009
  - 3e du Grand Prix Macario